# テレビdeラジオ ヨロシク!DJ
『テレビdeラジオ ヨロシク!DJ』（テレビでラジオ ヨロシク ディージェー）は、1996年7月5日から1997年9月27日までテレビ愛知で放送された音楽番組。

## 概要
番組タイトルが示す通り、深夜のラジオ番組のような企画をテレビ放送で行っていた深夜番組である。
番組はプロモーションビデオ（以下PV）の放送と各種音楽情報の紹介を主軸に進行。取り扱う楽曲のジャンルはJ-POPがメインだったが、コーナーによっては洋楽のPVを流すこともあった。インターネット普及前の時代に放送された番組であるが、視聴者からのPVのリクエストを24時間常に受け付けていたのが特徴で、番組パーソナリティたちが座るスタジオセットの前面にはリクエスト用のFAX番号を記したプレートを設置し、番組の放送中常に目に付くようにしていた。また、毎回のCM入り前に表示するアイキャッチにもFAX番号を記していた。
この番組は、ヤマギワソフトの提供で放送されていた。その関係から、当時ヤマギワソフトメルサ店とヤマギワソフトナディアパーク店にはこの番組用のリクエストBOXが置かれていた。これを利用すれば、ハガキやFAXを介さずとも据え付けのリクエスト用紙1枚で放送してほしいPVのリクエストをすることができた。

## 放送時間
いずれもJST。当初は金曜深夜と土曜深夜それぞれに2時間ずつの枠を設けていたが、1997年春の改編を機に土曜深夜に一本化。これにより、深夜1時過ぎから明け方5時まで放送が続く長大な放送枠へと変貌した。以後は金曜深夜枠から移動してきた分を「PART1」と、元々土曜深夜枠で放送されていた分を「PART2」と題して放送するようになった。

### 金曜深夜・土曜深夜時代
- 金曜 26:50 - 28:50、土曜 27:20頃[1] - 29:01 （1996年7月 - 1996年12月）
- 金曜 26:53 - 28:50、土曜 27:20頃[1] - 29:01 （1997年1月 - 1997年3月） - 『新世紀エヴァンゲリオン』の再放送開始に伴い、金曜深夜放送分のみ3分縮小。

### 土曜深夜一本化以降
- 土曜 25:20 - 27:00、土曜 27:00 - 29:01 （1997年4月 - 1997年9月） - 土曜深夜に一本化。

## 出演者

### 金曜（後の土曜PART1）
- 剛州
- 大石まゆみ
- 丸下夏緒

### 土曜（後の土曜PART2）
- 戸井康成
- 榊原薫
- 大槻恭子

## 主な放送内容
トークパート
CM明けから各コーナー実施までの間、もしくは各コーナー終了後からCM入りまでの間の空き時間中に行われていたパーソナリティ同士の雑談パート。スポンサーのヤマギワソフトほか企業各社からの告知もここで行われていた。
feature
J-POP系のPVを専門に取り扱っていたコーナーで、視聴者からのリクエストがあったものを3本連続で放送していた。
Be Groovy
洋楽のPVを専門に取り扱っていたコーナー。このコーナーも視聴者からのリクエストを受け付けていたが、上記「feature」に比べるとリクエスト数は少なかったため、番組側で選曲することが多かった。
message
毎回様々なミュージシャンたちからのメッセージVTRを彼らが出演するPVに乗せて放送していたコーナー。メッセージVTRとPVは同一画面上で合成表示されていたが、メインはあくまでPVの方であり、メッセージVTRはワイプで縮小表示するという形を採っていた。
j-egg
番組とヤマギワソフトが着目している新人ミュージシャンたちのプロフィールを彼らが出演するPVに乗せて紹介していたコーナー。
ranking
ヤマギワソフトメルサ店とヤマギワソフトナディアパーク店における音楽メディア・映像メディアの実売数の集計ランキングを発表していたコーナー。ランキングは「シングルベスト5」「アルバムベスト5」「CD-ROMベスト5」の3部門に分けられていた。CD-ROMベスト5はレーザーディスクやDVDの売上も含めた集計という性質上、ゲームソフトやOVAが上位を占めており、J-POPの勢力下にある他の2部門から一転してサブカルチャー色の濃いランキングになるのが特徴的だった。
クロソン研究所
最新のヒット曲から往年の曲まで様々な曲のタイトルを捻りに捻り、その言葉の響きでPART2出演のパーソナリティ3人から笑いを取る視聴者参加型の投稿コーナー。コーナータイトルの「クロソン」とは、パーソナリティの戸井曰く「クローンソングの略」とのことである。
パネルアタック25クイズ
同じく視聴者参加型の投稿コーナーで、こちらは視聴者が出題するクイズにPART2出演のパーソナリティ3人が挑戦するというものだった。出題者はハガキやFAXでクイズを投稿する際にパーソナリティ3人が出す答えがどれだけ一致するのかを予想し、その結果予想を投稿用紙に記して送った（全員答えが一致 = 「トリプルBINGO」、いずれか2人が一致 = 「BINGO」、全員答えがバラバラ = 「ドボン」）。そして、翌週の放送で見事予想通りの結果となった場合には番組からプレゼントが贈られた。
その他
番組はこの他に、CDをニューリリースするミュージシャンを3組ピックアップし、彼らのPVを3本続けて放送する時間も設けていた（固有コーナー名は無し）。また、各コーナー終了後からCM入りまでの間に大きく時間が空いていた場合、その空き時間にもPVを流していた。